# Raimundo de Alencar Araripe
Raimundo de Alencar Araripe (Fortaleza, 23 de janeiro de 1890 - Fortaleza, 9 de janeiro de 1984) foi advogado, político e católico, sendo o primeiro prefeito de Fortaleza eleito pelo voto popular em 1936.

## Biografia
Era filho de Ernesto de Alencar Araripe e Carolina Pereira de Araripe. Em 1908, concluindo os exames do curso integral do ensino secundário no Liceu do Ceará. Bacharelou-se pela Faculdade de Direito do Recife, em 1913. Casou-se em 1915 com Julia Gondim de Araripe. Não deixaram descendência.
Seu primeiro emprego foi no Departamento de Correios e Telégrafos (DCT) como telegrafista. Foi nomeado Juiz de Direito, mas renunciou o cargo em função de melhores benefícios como telegrafista.
Fortemente ligado ao Catolicismo foi levado a presidência do Conselho Central do Ceará da Conferência Vicentina permanecendo nela de 1931 até 1956. Atuou de forma mais cuidadosa na assistência aos pobres, sendo responsável pela construção de várias vilas de casas populares.

### Carreira pública
Alencar Araripe foi eleito prefeito de Fortaleza pela Liga Eleitoral Católica (LEC), partido oficial da Igreja Católica, em 29 de março de 1936. Araripe teve apoio de outros partidos, dentre os quais o Partido Republicano Progressista.
No mesmo ano de sua posse, em 1 de novembro, a Câmara Municipal, aprovou: reforma dos serviços municipais, reajuste de salários do pessoal titulado, criadas as subprefeituras de Messejana e Parangaba e duas diretorias - de viação e obras públicas e de finanças. Criou o "Serviço de Assistência Pública", atual Instituto Doutor José Frota. Iniciou a construção do Estádio Presidente Vargas e implantou o Serviço Telefônico Automático de Fortaleza. Criou um matadouro modelo, um aviário modelo e um serviço de fomento agropecuário para o cultivo de hortaliças, frutas e flores. Reformou completamente o forno crematório de lixo da cidade. Executou ainda prolongamento e calçamento de várias ruas e avenidas; difundiu iluminação pública por subúrbios; construiu pontes e bueiros.
Em 1937 foi inaugurada a Cidade da Criança no antigo Parque da Liberdade e fundou várias escolas de ensino primário nos bairros de Fortaleza. O Decreto Lei n. 367 de 28 de janeiro de 1938 instituiu o Serviço de Educação Infantil, que abrangia: a) educação e ensino pré-primário nos moldes do jardim da infância, para crianças dos três aos seis anos; b) os parques de recreio, para educação física e social dos escolares dos sete aos quatorze anos.
Durante seu governo a prefeitura contribuiu com muitas instituições de caridade, sociais e culturais dentre as quais: Asilo de Alienados de Parangaba, Asilo do Bom Pastor, Asilo de Mendicidade, Asilo de Menores Juvenal de Carvalho, Associação Desportiva Cearense, Dispensário dos Pobres, Escola Doméstica de Fortaleza, Escola Doméstica São Rafael, Instituto do Ceará, Instituto de Proteção e Assistência a Infância, Leprosário António Diogo, Maternidade Dr. João Moreira, Maternidade Senhora Juvenal de Carvalho, Náutico Atlético Cearense, Patronato de N. S. Auxiliadora, Patronato de São João do Tauape, Santa Casa de Misericórdia de Fortaleza, Sociedade Cearense de Assistência aos Lázaros, Sociedade Cristo Rei, Sociedade das Senhoras de Caridade, Sociedade de São Vicente de Paulo, União dos Moços Católicos, etc.
Deixou o cargo em 1945, tendo concluído quase todo seu plano de governo. Morreu aposentado pela DCT.